# Центральний район (Санкт-Петербург)
Центральний район (рос. Центра́льный райо́н) — адміністративно-територіальна одиниця Санкт-Петербурга. Займає 1 місце за якістю життя серед всіх 18 районів Петербурга

## Географічне положення
Район розташований у центральній історичній частині Санкт-Петербурга. З півночі і сходу межею району є річка Нева, південна межа проходить по Обвідному каналу. Західна межа проходить від Двірцевого мосту, включає Двірцеву площу, частину Адміралтейського проспекту, всю Горохову вулицю, ділянку Заміського проспекту, Звенигородську вулицю і по вул. Костянтина Заслонова виходить на Набережну Обвідного каналу.

## Основні відомості
Центральний район є східною частиною історичного центра міста, тут зосереджені основні визначні пам'ятки міста, музеї, галереї, посольства і представництва різних країн і держструктур. Район є туристичним центром міста, тут розміщено безліч готелів і ресторанів. Більшість будинків тут зараховані до пам'яток регіонального значення, а будівництво промислових об'єктів суворо заборонено.
У районі проживає 215 тисяч осіб, що робить його найбільш густонаселеним районом у місті, 25 % населення складають пенсіонери і 10 % діти і підлітки. Також у районі постійно проживає «тимчасове населення» — туристи та іммігранти, які становлять 25 % номерного фонду міста.
Центральний район вважається престижним місцем проживання, тут живуть бізнесмени, співробітники правоохоронних органів і служб держбезпеки, викладачі університетів та їхні діти та онуки. У той же час в центральному районі продовжують існувати комуналки.
Район має найбільш розвинену соціальну, торгову і транспортну інфраструктуру, тут діє 11 станцій метро, причому на всіх 5 лініях є хоча б одна станція, що знаходиться в цьому районі. У районі діє безліч магазинів, також працюють 12 ВНЗ і безліч бібліотек. Особливо висока їх концентрація в Смольнінському окрузі.
Район вважається найбільш комфортним для людей з інвалідністю, бо тут побудовано безліч різних пандусів і спеціальних пристосувань. Район широко забезпечений дит. садками і школами, які обладнані сучасною технікою. У районі розташовується 17 лікарень, 17 поліклінік і 4 центри невідкладної медичної допомоги.
Незважаючи на перераховані вище переваги, у районі є й істотні недоліки. Зокрема район входить у п'ятірку найбільш кримінальних районів міста, а найбільш криміногенна обстановка зберігається у Московського вокзалу. Також невтішною залишається екологічна ситуація в районі, де через фактичну відсутність зелених насаджень і транспортного перевантаження, абсолютна більшість будинків позбавлені скверів у задній частині двору на відміну від більш нових будівель на околицях міста. Водні канали також досить забруднені.

## Історія
Центральний район утворений розпорядженням мера Санкт-Петербурга від 11.03.1994 № 196-р «Об изменениях административно-территориального устройства Санкт-Петербурга» (Про зміни адміністративно-територіального устрою Санкт-Петербурга) шляхом об'єднання територій скасованих Дзержинського, Куйбишевського та Смольнінського районів (при цьому збереглися Дзержинський, Куйбишевський і Смольнінський районні суди).

## Населення
- 2002 — 236 856 осіб
- 2009 — 217 436 осіб
- 2010 — 214 625 осіб
- 2012 — 215 712 осіб
- 2013 — 220 029 осіб
- 2014 — 226 390 осіб
- 2015 — 226 674 осіб
- 2016 — 221 441 осіб
- 2017 — 220 217 осіб
- 2018 — 222 149 осіб

## Склад району
На території району знаходяться 6 муніципальних округів:
- Дворцове
- муніципальний округ № 78
- Літейне
- Смольнінське
- Ліговка-Ямська
- Владимирський